# كريم عبد الخالق
كريم عبد الخالق حسن علي هو ممثل مصري وُلد في 8 ديسمبر عام 1986 وتخرج في قسم الإذاعة والتليفزيون بكلية الإعلام، وشارك بالتمثيل في العديد من الأفلام السينمائية والأعمال التليفزيونية.

## مسيرته المهنية
بدأ اهتمام كريم عبد الخالق بالتمثيل أثناء دراسته الجامعية فشارك بالتمثيل في العديد من العروض المسرحية على مسرح الجامعة والتي نال عن بعضها عدة جوائز من مهرجانات المسرح الجامعي، ثُم عمل بعد تخرجه من كلية الإعلام في إحدى شركات التأمين، ولكنه سرعان ما ترك عمله بالشركة والتحق بعدد من ورش التمثيل، ثُم جاءت بداية مسيرته الفنية في عام 2011 من خلال شركة شركة إنتاج ممدوح شاهين التي رشحته للعب أول دور له على شاشة التليفزيون في الجزء الأول من مسلسل «شارع عبد العزيز» من بطولة عمرو سعد، ثُم توالت مُشاركاته في الأفلام السينمائية والأعمال التليفزيونية، والتي كان من أبرزها دوره في مسلسل «جمال الحريم» الذي عُرض في عام 2020 للمخرجة منال الصيفي، ودوره في الجزء الأول من مسلسل «الاختيار» الذي عُرض في عام 2020 للمخرج بيتر ميمي.

## أعماله
| سنة العرض | اسم العمل                    | نوع العمل | الدور       |
| --------- | ---------------------------- | --------- | ----------- |
| 2022      | نقل عام                      | مسلسل     | حازم        |
| 2021      | اللي مالوش كبير              | مسلسل     |             |
| 2020      | الاختيار                     | مسلسل     | فراج        |
| 2020      | الوجه الآخر                  | مسلسل     | كريم        |
| 2020      | جمال الحريم: المكتوب         | مسلسل     | قردم        |
| 2020      | جمع سالم                     | مسلسل     |             |
| 2020      | شاهد عيان                    | مسلسل     | حسام        |
| 2020      | فرصة تانية                   | مسلسل     | أبو غدير    |
| 2019      | البرنسيسة بيسة               | مسلسل     |             |
| 2019      | علامة استفهام                | مسلسل     |             |
| 2019      | قيد عائلي                    | مسلسل     | مازن        |
| 2019      | نصيبي وقسمتك (الموسم الثالث) | مسلسل     |             |
| 2018      | الأب الروحي (الجزء الثاني)   | مسلسل     | يوسف العجمي |
| 2018      | مليكة                        | مسلسل     |             |
| 2017      | الأب الروحي (الجزء الأول)    | مسلسل     | يوسف العجمي |
| 2015      | ذهاب وعودة                   | مسلسل     |             |
| 2014      | المكيدة                      | فيلم      | كريم        |
| 2011      | شارع عبدالعزيز               | مسلسل     |             |

## روابط خارجية
- صفحة الممثل على موقع قاعدة بيانات الأفلام العربية